# Ligue des champions d'Afrique masculine de handball 2014
Navigation
Ligue des champions 2013 Ligue des champions 2015
La Ligue des champions 2014 est la 36e édition de la Ligue des champions d'Afrique masculine de handball. Organisée par la Confédération africaine de handball, elle met aux prises 10 clubs africains et est disputée du 9 au 19 octobre 2014 à Tunis en Tunisie.
La compétition est remportée par la club tunisien du Club africain, vainqueur en demi-finale de leurs compatriotes et tenant du titre de l'Espérance sportive de Tunis en demi-finale puis des Égyptiens d'Al Ahly SC en finale.
Le Club africain est ainsi qualifié pour la Coupe du monde des clubs de handball 2015, l'Al Ahly SC y participant aussi sur invitation.

## Participants
Les 10 équipes participantes à la ligue des champions 2014 sont :
- Club africain
- Espérance sportive de Tunis T
- Al Ahly SC
- SC Alexandrie
- Widad Smara
- Stade Mandji
- Étoile du Congo
- JS Kinshasa
- FAP Yaoundé
- Blessing

## Phase de poules
Les quatre premiers de chaque groupe sont qualifiés pour les quarts de finale.

### Groupe A
|   | Équipe          | Pts | J | G | N | P | Bp  | Bc  | Diff |
| - | --------------- | --- | - | - | - | - | --- | --- | ---- |
| 1 | Al Ahly SC      | 8   | 4 | 4 | 0 | 0 | 127 | 84  | 43   |
| 2 | Club africain   | 6   | 4 | 3 | 0 | 1 | 130 | 90  | 40   |
| 3 | Widad Smara     | 4   | 4 | 2 | 0 | 2 | 98  | 100 | -2   |
| 4 | Étoile du Congo | 2   | 4 | 1 | 0 | 3 | 92  | 114 | -22  |
| 5 | Blessing        | 0   | 4 | 0 | 0 | 4 | 72  | 131 | -59  |

### Groupe B
|   | Équipe             | Pts | J | G | N | P | Bp  | Bc  | Diff |
| - | ------------------ | --- | - | - | - | - | --- | --- | ---- |
| 1 | Espérance de Tunis | 8   | 4 | 4 | 0 | 0 | 120 | 91  | 29   |
| 2 | SC Alexandrie      | 6   | 4 | 3 | 0 | 1 | 126 | 100 | 26   |
| 3 | Stade Mandji       | 4   | 4 | 2 | 0 | 2 | 126 | 124 | 2    |
| 4 | JS Kinshasa        | 2   | 4 | 1 | 0 | 3 | 98  | 130 | -32  |
| 5 | FAP Yaoundé        | 0   | 4 | 0 | 0 | 4 | 101 | 126 | -25  |

## Tour final
|  | Quarts de finale        | Quarts de finale     | Quarts de finale     | Quarts de finale     |                    |                    | Demi-finales            | Demi-finales            | Demi-finales                  | Demi-finales                  |                               |                               | Finale               | Finale               | Finale               | Finale               |
|  |                         |                      |                      |                      |                    |                    |                         |                         |                               |                               |                               |                               |                      |                      |                      |                      |
|  | 16 octobre 2014 14 h    | 16 octobre 2014 14 h | 16 octobre 2014 14 h | 16 octobre 2014 14 h |                    |                    | 17 octobre 2014 16 h 30 | 17 octobre 2014 16 h 30 | 17 octobre 2014 16 h 30       | 17 octobre 2014 16 h 30       |                               |                               | 18 octobre 2014 19 h | 18 octobre 2014 19 h | 18 octobre 2014 19 h | 18 octobre 2014 19 h |
|  | 16 octobre 2014 14 h    | 16 octobre 2014 14 h | 16 octobre 2014 14 h | 16 octobre 2014 14 h |                    |                    | 17 octobre 2014 16 h 30 | 17 octobre 2014 16 h 30 | 17 octobre 2014 16 h 30       | 17 octobre 2014 16 h 30       |                               |                               | 18 octobre 2014 19 h | 18 octobre 2014 19 h | 18 octobre 2014 19 h | 18 octobre 2014 19 h |
|  | A1                      | Al Ahly SC           | 30                   | 30                   |                    |                    | 17 octobre 2014 16 h 30 | 17 octobre 2014 16 h 30 | 17 octobre 2014 16 h 30       | 17 octobre 2014 16 h 30       |                               |                               | 18 octobre 2014 19 h | 18 octobre 2014 19 h | 18 octobre 2014 19 h | 18 octobre 2014 19 h |
|  | A1                      | Al Ahly SC           | 30                   | 30                   |                    |                    | 17 octobre 2014 16 h 30 | 17 octobre 2014 16 h 30 | 17 octobre 2014 16 h 30       | 17 octobre 2014 16 h 30       |                               |                               | 18 octobre 2014 19 h | 18 octobre 2014 19 h | 18 octobre 2014 19 h | 18 octobre 2014 19 h |
|  | B4                      | JS Kinshasa          | 23                   | 23                   |                    |                    | 17 octobre 2014 16 h 30 | 17 octobre 2014 16 h 30 | 17 octobre 2014 16 h 30       | 17 octobre 2014 16 h 30       |                               |                               | 18 octobre 2014 19 h | 18 octobre 2014 19 h | 18 octobre 2014 19 h | 18 octobre 2014 19 h |
|  | B4                      | JS Kinshasa          | 23                   | 23                   | Al Ahly SC         | Al Ahly SC         | 25                      | 25                      |                               |                               |                               |                               | 18 octobre 2014 19 h | 18 octobre 2014 19 h | 18 octobre 2014 19 h | 18 octobre 2014 19 h |
|  | 16 octobre 2014 16 h 30 |                      |                      |                      | Al Ahly SC         | Al Ahly SC         | 25                      | 25                      |                               |                               |                               |                               | 18 octobre 2014 19 h | 18 octobre 2014 19 h | 18 octobre 2014 19 h | 18 octobre 2014 19 h |
|  |                         |                      | SC Alexandrie        | SC Alexandrie        | 23                 | 23                 |                         |                         |                               |                               |                               |                               | 18 octobre 2014 19 h | 18 octobre 2014 19 h | 18 octobre 2014 19 h | 18 octobre 2014 19 h |
|  | A3                      | Widad Smara          | SC Alexandrie        | SC Alexandrie        | 23                 | 23                 | 25                      | 25                      |                               |                               |                               |                               | 18 octobre 2014 19 h | 18 octobre 2014 19 h | 18 octobre 2014 19 h | 18 octobre 2014 19 h |
|  | A3                      | Widad Smara          | 17 octobre 2014 19 h |                      |                    |                    | 25                      | 25                      |                               |                               |                               |                               | 18 octobre 2014 19 h | 18 octobre 2014 19 h | 18 octobre 2014 19 h | 18 octobre 2014 19 h |
|  | B2                      | SC Alexandrie        | 29                   | 29                   |                    |                    |                         |                         |                               |                               |                               |                               | 18 octobre 2014 19 h | 18 octobre 2014 19 h | 18 octobre 2014 19 h | 18 octobre 2014 19 h |
|  | B2                      | SC Alexandrie        | 29                   | 29                   | Al Ahly SC         | Al Ahly SC         | 18                      | 18                      |                               |                               |                               |                               |                      |                      |                      |                      |
|  | 16 octobre 2014 19 h    |                      |                      |                      | Al Ahly SC         | Al Ahly SC         | 18                      | 18                      |                               |                               |                               |                               |                      |                      |                      |                      |
|  |                         |                      | Club africain        | Club africain        | 24                 | 24                 |                         |                         |                               |                               |                               |                               |                      |                      |                      |                      |
|  | B1                      | Espérance de Tunis   | Club africain        | Club africain        | 24                 | 24                 | 42                      | 42                      |                               |                               |                               |                               |                      |                      |                      |                      |
|  | B1                      | Espérance de Tunis   |                      |                      |                    |                    |                         |                         |                               |                               |                               |                               |                      |                      |                      |                      |
|  | A4                      | Étoile du Congo      | 24                   | 24                   |                    |                    |                         |                         |                               |                               |                               |                               |                      |                      |                      |                      |
|  | A4                      | Étoile du Congo      | 24                   | 24                   | Espérance de Tunis | Espérance de Tunis | 23                      | 23                      | Match pour la troisième place | Match pour la troisième place | Match pour la troisième place | Match pour la troisième place |                      |                      |                      |                      |
|  | 16 octobre 2014 16 h 30 |                      |                      |                      | Espérance de Tunis | Espérance de Tunis | 23                      | 23                      | Match pour la troisième place | Match pour la troisième place | Match pour la troisième place | Match pour la troisième place |                      |                      |                      |                      |
|  |                         |                      | Club africain        | Club africain        | 28                 | 28                 |                         |                         | 18 octobre 2014 9 h           | 18 octobre 2014 9 h           | 18 octobre 2014 9 h           | 18 octobre 2014 9 h           |                      |                      |                      |                      |
|  | B3                      | Stade Mandji         | Club africain        | Club africain        | 28                 | 28                 | 18                      | 18                      | 18 octobre 2014 9 h           | 18 octobre 2014 9 h           | 18 octobre 2014 9 h           | 18 octobre 2014 9 h           |                      |                      |                      |                      |
|  | B3                      | Stade Mandji         |                      |                      |                    |                    |                         | 18                      |                               |                               | SC Alexandrie                 | SC Alexandrie                 | 30                   | 30                   |                      |                      |
|  | A2                      | Club africain        | 37                   | 37                   |                    |                    |                         |                         |                               |                               | SC Alexandrie                 | SC Alexandrie                 | 30                   | 30                   |                      |                      |
|  | A2                      | Club africain        | 37                   | 37                   | Espérance de Tunis | Espérance de Tunis | 31                      | 31                      |                               |                               |                               |                               |                      |                      |                      |                      |
|  |                         |                      |                      |                      |                    |                    |                         |                         |                               |                               |                               |                               |                      |                      |                      |                      |

### Classement 5 à 8
|  | Demi-finales de classement | Demi-finales de classement | Demi-finales de classement | Demi-finales de classement |                        |             | Match pour la 5e place | Match pour la 5e place | Match pour la 5e place | Match pour la 5e place |
|  |                            |                            |                            |                            |                        |             |                        |                        |                        |                        |
|  | 17 octobre 2014 12 h       | 17 octobre 2014 12 h       | 17 octobre 2014 12 h       | 17 octobre 2014 12 h       |                        |             | 18 octobre 2014 11 h   | 18 octobre 2014 11 h   | 18 octobre 2014 11 h   | 18 octobre 2014 11 h   |
|  | JS Kinshasa                | JS Kinshasa                | 26                         | 26                         |                        |             | 18 octobre 2014 11 h   | 18 octobre 2014 11 h   | 18 octobre 2014 11 h   | 18 octobre 2014 11 h   |
|  | JS Kinshasa                | JS Kinshasa                | 26                         | 26                         |                        |             | 18 octobre 2014 11 h   | 18 octobre 2014 11 h   | 18 octobre 2014 11 h   | 18 octobre 2014 11 h   |
|  | Widad Smara                | Widad Smara                | 23                         | 23                         |                        |             | 18 octobre 2014 11 h   | 18 octobre 2014 11 h   | 18 octobre 2014 11 h   | 18 octobre 2014 11 h   |
|  | Widad Smara                | Widad Smara                | 23                         | 23                         | JS Kinshasa            | JS Kinshasa | 37                     | 37                     |                        |                        |
|  | 17 octobre 2014 10 h       |                            |                            |                            | JS Kinshasa            | JS Kinshasa | 37                     | 37                     |                        |                        |
|  |                            |                            | Stade Mandji               | Stade Mandji               | 29                     | 29          |                        |                        |                        |                        |
|  | Étoile du Congo            | Étoile du Congo            | Stade Mandji               | Stade Mandji               | 29                     | 29          | 32                     | 32                     |                        |                        |
|  | Étoile du Congo            | Étoile du Congo            |                            |                            |                        |             |                        | 32                     |                        |                        |
|  | Stade Mandji               | Stade Mandji               | 34                         | 34                         |                        |             |                        |                        |                        |                        |
|  | Stade Mandji               | Stade Mandji               | 34                         | 34                         | Match pour la 7e place |             |                        |                        |                        |                        |
|  |                            |                            |                            |                            |                        |             |                        |                        |                        |                        |
|  | 18 octobre 2014 11 h       |                            |                            |                            |                        |             |                        |                        |                        |                        |
|  | Widad Smara                | Widad Smara                | 29                         | 29                         |                        |             |                        |                        |                        |                        |
|  | Widad Smara                | Widad Smara                | 29                         | 29                         |                        |             |                        |                        |                        |                        |
|  | Étoile du Congo            | Étoile du Congo            | 28                         | 28                         |                        |             |                        |                        |                        |                        |
|  | Étoile du Congo            | Étoile du Congo            | 28                         | 28                         |                        |             |                        |                        |                        |                        |

### Match pour la9eplace
Ce match, disputé le 16 octobre 2014 à 11 h 30, voit le FAP Yaoundé (Cameroun) s'imposer 28 à 26 face au Blessing (Côte d'Ivoire).

## Champion
| Ligue des champions d'Afrique masculine de handball Vainqueur 2014 |
| ------------------------------------------------------------------ |
| Club africain 1 titre                                              |

L'effectif du Club africain est le suivant[réf. nécessaire] :
- Entraîneur :  Aymen Salah
- Effectif :  Makram Missaoui (GB),  Idriss Idrissi (GB),  Anouar Ayed,  Hamza Mhadhbi,  Amine Bannour,  Oussama Hosni,  Selim Hedoui,  Ahmed Guizani,  Mohamed Jilani Maaref,  Abdelhak Ben Salah,  Ahmed El-Ahmar,  Khaled Haj Youssef,  Eslam Issa,  Mohamed Soussi,  Yousri Ghali,  Makram Slama.